# Lilian Popescu
Lilian Popescu (n. 15 noiembrie 1973) este un antrenor de fotbal și fost fotbalist din Republica Moldova. Este antrenorul principal al Zimbru Chișinău care evoluează în Super Liga Moldovei. 
Până a fi numit în funcția de antrenor la Sheriff Tiraspol, Lilian Popescu a antrenat în cariera sa 5 cluburi, ultimele 3 dintre care s-au desființat.
În perioada 1992–1995 el a jucat 6 meciuri la echipa națională de fotbal a Moldovei.
Deține Licență PRO UEFA de antrenor.

## Cariera de antrenor
În 2006, în timp ce evolua pentru Olimpia Bălți, antrenorul Mihail Duneț l-a numit pe Popescu jucător-antrenor. În iunie 2007 Mihail Duneț a decis să-și continue cariera în Suedia, și Lilian Popescu a fost numit în funcția de antrenor principal la Olimpia Bălți.
În martie 2008 Popescu a fost inclus în staff-ul tehnic al lui Nistru Otaci, iar de la mijlocul acului an a devenit antrenor principal al clubului. La sfârșitul anului 2012 a părăsit clubul din cauza divergențelor de opinii cu patronul privind finanțarea clubului, iar în ianuarie 2013 a fost numit în funcția de antrenor principal la clubul FC Costuleni.
În martie 2014 l-a înlocuit în funcția de antrenor la FC Veris pe Igor Dobrovolski, care tocmai fu demis, În noiembrie 2014 clubul s-a desființat și Popescu a devenit liber de contract. În decembrie 2014 a fost cooptat de FC Tiraspol. La finele anului a fost desemnat cel mai bun antrenor al anului 2014 în Republica Moldova.
În ianurie 2015 Popescu a fost inclus pe poziția a 1256-a în topul de antrenori «Football Coach World Ranking». La sfârșitul lui mai 2015 FC Tiraspol s-a desființat, fiind reziliate contractele cu jucătorii și staff-ul. La scurt timp Lilian Popescu a fost numit în funcția de antrenor principal al formației Sheriff Tiraspol, preluându-și prerogativele din data de 1 iunie. În luna august, după etapa a treia din campionat, când Sheriff a fost învinsă surprinzător de către Speranța Nisporeni, Lilian Popescu și-a prezentat demisia, însă, peste câteva zile a revenit asupra acelei decizii și a continuat activitatea ca antrenor al Sheriff-ului.
Pe 5 octombrie 2015 Lilian Popescu și-a dat demisia definitiv din funcția de antrenor al clubului Sheriff, motivând că echipa „nu se află în acest moment pe locul care trebuie să fie în clasament”.
Deține Licență PRO UEFA de antrenor.

## Palmares

### Jucător
- Divizia Națională

Vicecampion: 2001/02, 2003/04, 2004/05
Locul 3: 2002/03
- Cupa Moldovei: 2 (1999, 2005)

Finalist: 1994, 1997, 2001, 2002, 2003

### Antrenor
- Supercupa Moldovei: 2015

### Individual
- Antrenorul anului în Republica Moldova: 2014[14][15]